# María de los Ángeles Fromow
María de los Ángeles Fromow Rangel (Ciudad de México, 10 de octubre de 1966) es una abogada y funcionaria mexicana, reconocida por haber ocupado cargos públicos como titular de la Fiscalía Especializada para la Atención de los Delitos Electorales de la Procuraduría General de la República de México en el gobierno de Vicente Fox y como Secretaria Técnica del Sistema Penal durante el mandato de Enrique Peña Nieto, entre otros.

## Biografía

### Primeros años y estudios
Fromow Rangel nació en la Ciudad de México el 10 de octubre de 1966. Finalizó una carrera en derecho en la Universidad Nacional Autónoma de México, cursando además una Maestría en Salud Pública en el Instituto Nacional de Salud Pública, un Doctorado en Derecho en la Universidad Complutense de Madrid y una Maestría en Tributación Fiscal en el Centro de Estudios Financieros de Madrid (CEF).

### Carrera
Durante su carrera como abogada en el sector privado, Fromow ha estado vinculada profesionalmente con empresas como Cemex, MetLife y Gruma. En el sector público ofició como titular de la Fiscalía Especializada para la Atención de los Delitos Electorales de la Procuraduría General de la República (FEPADE) durante el mandato del presidente Vicente Fox de 2001 a 2007. En enero de 2007, el presidente Felipe Calderón Hinojosa la nombró directora de la Unidad Coordinadora de Vinculación y Participación Social de la Secretaría de Salud y en 2013 fue nombrada Secretaria Técnica del Sistema de Justicia Penal por Enrique Peña Nieto. Paralelamente se ha desempeñado como columnista en medios de su país como El Sol de México y El Universal.